# Ischnura lorentzi
Ischnura lorentzi – gatunek ważki z rodziny łątkowatych (Coenagrionidae). Endemit Nowej Gwinei, znany tylko z holotypu – samicy odłowionej w 1909 roku w Wichmann Mountains.